# Институт дизайна (Умео)

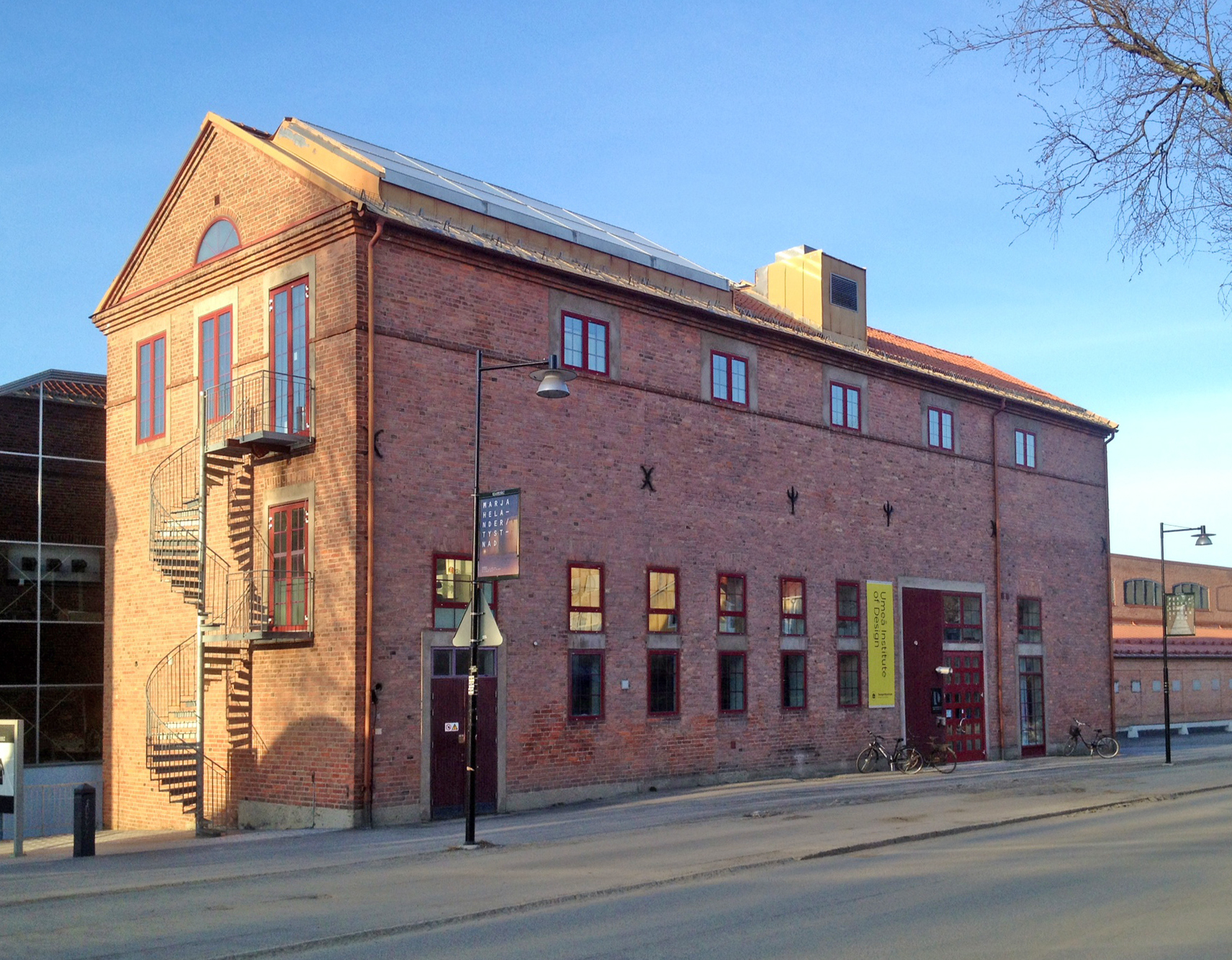
Здание института.

Институт дизайна в Умео (швед. Designhögskolan i Umeå) — учебное заведение в городе Умео, Швеция. Открыт в 1989 году. В заведении ведётся преподавание промышленного, транспортного и интерактивного дизайна. Институт дизайна расположен между главным кампусом и центром города Умео как часть кампуса искусств.
В институте имеются бакалавриат (только на шведском языке), магистратура и так называемые «годичные курсы», преподавание на которых ведётся на английском. С осени 2001 года при институте открыта также докторантура с обучением на английском.
Институт является единственной скандинавской высшей школой дизайна, которая попадала в составленный авторитетным журналом BusinessWeek список лучших школ дизайна в мире, оказавшись во всех трёх его списках (2006, 2007 и 2009 годов). Институт был также назван одной 18 из лучших школ дизайна в мире в 2010 году. В 2011 году институт был поставлен на второе место в списке лучших школ дизайна в регионе «Европа, Северная и Южная Америка», а в 2012 переместился на первое место. В 2013 году институт получил международную премию IDEA для высших учебных заведений в области дизайна.